# Prelo
Prelo es un lugar perteneciente a la parroquia de Boal, en el concejo de Boal, comarca de Eo-Navia, Principado de Asturias, España.
Cuenta con una población de 61 habitantes (INE, 2013), y se encuentra a unos 350 m de altura sobre el nivel del mar. Dista unos 4 km de la capital del concejo, tomando desde ésta primero la carretera AS-12 en dirección a Grandas de Salime, y luego desviándose en San Luis por la AS-35 en dirección a Villayón.
Se encuentra en esta localidad el Palacio de Miranda, que data del siglo XVI y actualmente alberga un hotel de cuatro estrellas.